# Famułki Królewskie
Famułki Królewskie [faˈmuu̯ki kruˈlɛfskʲɛ] est un village polonais de la gmina de Brochów dans le powiat de Sochaczew et dans la voïvodie de Mazovie.
Il se situe à environ 9 kilomètres à l'est de Brochów, à 16 kilomètres au nord-est de Sochaczew et à 44 kilomètres à l'ouest de Varsovie.

Le village compte approximativement 140 habitants en 2006.